# チアキ (歌手)
チアキ（1993年1月14日 - ）は、日本の女性歌手。東京都出身。本名は佐藤 千明（さとう ちあき）。バンド・赤い公園の元リードボーカル。

## 来歴
2010年、高校の軽音楽部で出会ったメンバーを中心に赤い公園を結成。
2012年2月15日、赤い公園のメンバーとしてミニアルバム『透明なのか黒なのか』でメジャーデビュー。
2017年8月31日を以て赤い公園を脱退。
2018年1月31日リリースのTOC（Hilcrhyme）のアルバム『SHOWCASE』にソロ転向後に初めて参加し、リード曲「START UP feat.チアキ」でコラボレーション。
2018年4月12日、東京・Future SEVENで初のワンマンライブ「チアキ ファーストワンマンライブ 〜ちーちゃんって今何してんの？〜」を開催。ゲストとして蒼山幸子（ねごと）とTOC（Hilcrhyme）が参加。演奏は吉田卓史（G / GOOD BYE APRIL）、松田ナオト（B / Manhole New World）、ぬましょう（Per / Manhole New World）、赤松憲（Key / 溺れたエビ!）、冨田洋之進（Dr / Omoinotake）の5人からなる"チアキバンド"が担当。

## ディスコグラフィ

### 参加作品
- TOC（Hilcrhyme）「START UP feat.チアキ」（アルバム『SHOWCASE』収録） - TOCとのコラボレーション曲。